# Шведт
Шведт (нем. Schwedt, пол. Świecie nad Odrą, Świecie Odrzańskie) — город в Германии, в земле Бранденбург.
Входит в состав района Уккермарк. Занимает площадь 200,11 км². Официальный код — 12 0 73 532.
Город, в старину служивший резиденцией особой шведтской линии Гогенцоллернов, подразделяется на 5 городских районов.

## Демография

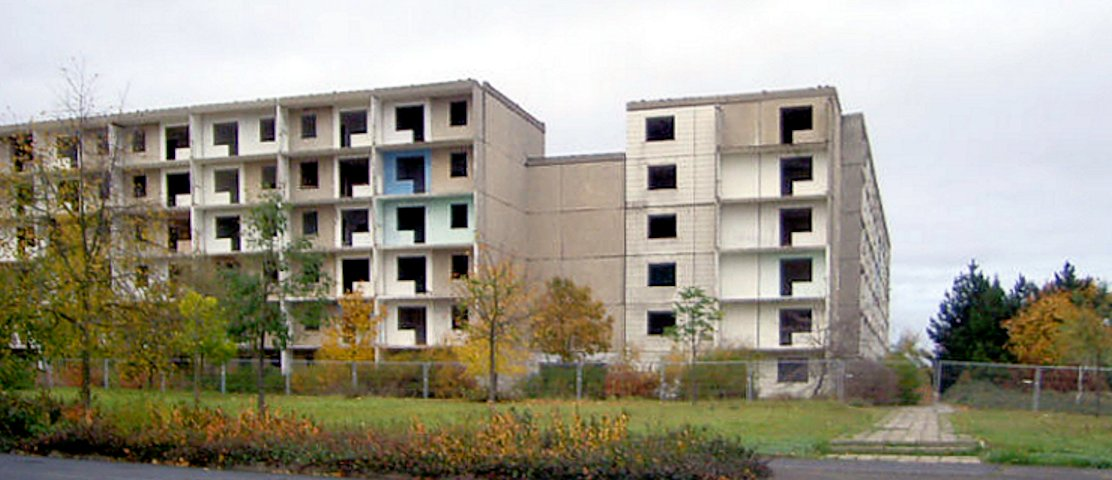
Один из его пяти районов практически полностью снесён по причине пустующего жилья.

Город интересен тем, что в течение последних 8 лет один из его пяти районов практически полностью снесён по причине пустующего жилья.
Из почти 52 000 населения в 1981 к 2008 году остаётся только половина, примерно 35 000 человек.
Основная масса трудоспособного населения переезжает в западные земли Германии.
С момента объединения Германии в городе закрываются несколько крупных фабрик.
В том числе и старинная, основанная в 1800 году табачная фабрика.
| Год  | Численность | Численность |
| ---- | ----------- | ----------- |
| 1990 | 53 628      | [ 1 ]       |
| 2000 | 42 261      | [ 1 ]       |
| 2010 | 34 035      | [ 2 ]       |
| 2020 | 29 433      | [ 3 ]       |
| 2021 | 33 525      | [ 4 ]       |
| 2022 | 33 495      | [ 5 ]       |
| 2023 | 33 635      | [ 6 ]       |

## Экономика
В городе работает НПЗ ПЦК «Petrochemisches Kombinat» (Нефтехимический комбинат в Шведте-на-Одере (нем. PCK Raffinerie)). До сентября 2022 НПЗ контролировался Роснефтью.
- Построен ГДР при участии в проектировании СССР (1958−1964)[8]
- подключён к магистральному нефтепроводу сырой нефти «Дружба» (1964)
- приватизирован ФРГ (1991)
- частично выкуплен Роснефтью (2011)
- с сентября 2022 контролируется немецким правительством[источник не указан 211 дней]

НПЗ ПЦК имеет в своем составе также:
- морской терминал для приема сырой нефти в г. Росток,
- распределительный терминал нефтепродуктов в Зеефельде вблизи Берлина.[9]

## Галерея

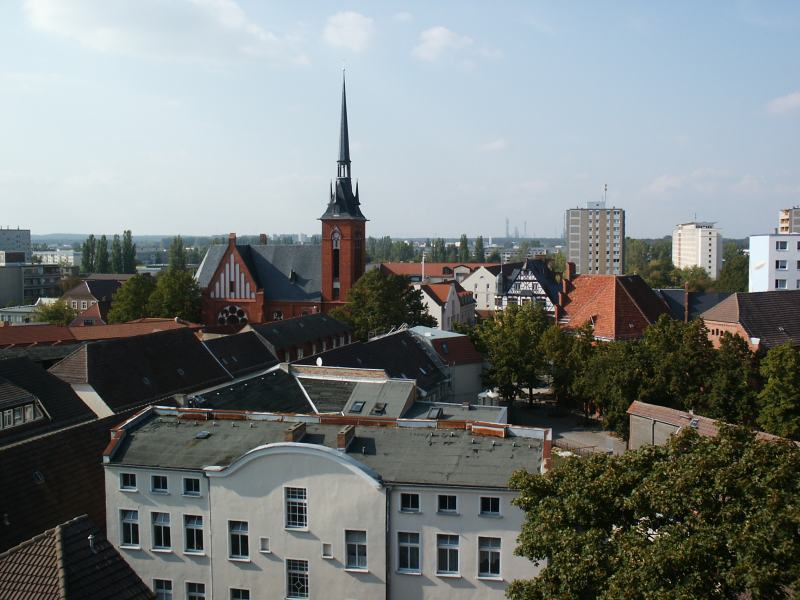
Вид на старый город